# Blesk.cz
Blesk.cz je internetovou verzí deníku Blesk. Jedná se o rozsáhlý zpravodajsko společenský portál, který kombinuje základní informační nabídku z České republiky i ze světa se společenskými a sportovními tématy.
Blesk.cz je jedním z největších webů v České republice, měsíčně jej navštěvuje více než 1,5 milionu čtenářů. Jeho provozovatelem je společnost Czech News Center a.s. Šéfredaktorem webu Blesk.cz je Radek Lain.

## Rubriky
Hlavními rubrikami webu Blesk.cz jsou sekce Celebrity, Zprávy, iSport.cz a Blesk pro ženy. Web také vytváří tematické speciály k volbám či dalším společenským akcím a příležitostem.

## S prezidentem v Lánech
Od února 2015 vysílá Blesk.cz v rubrice Blesk TV hovory s prezidentem České republiky. Jedná se o půlhodinový živý rozhovor z Lán o aktuálních otázkách, který probíhá každé tři měsíce. Vznik pořadu inicioval David Vaníček, který se stal také jeho prvním moderátorem. Po jeho odchodu z redakce Blesk.cz převzala moderování pořadu Vera Renovica.

## HET liga na iSport.cz
Sportovní rubrika webu Blesk.cz je od roku 2014 jediným českým webem, který vlastní práva k živému vysílání fotbalové HET ligy. Měsíčně dosahují přenosy a sestřihy z HET ligy na Blesk.cz téměř 1 milion zhlédnutí.